# زكرياء حمد
زكرياء حمد، ولد في 12 أغسطس 1962 في الكاف، هو سياسي تونسي.

## السيرة الذاتية
زاول زكرياء حمد تعليمه العالي في تونس العاصمة أين تحصل على شهادة الهندسة في الفلاحة، قبل أن ينتقل إلى فرنسا ليتحصل على شهادة مهندس في الصناعات الغذائية وشهادة الدراسات المعمقة في البيوتكنولوجيا، ثم عاد لتونس لينال شهادة من معهد الدفاع الوطني.

عين في 2010 مديرا عاما للصناعات الغذائية في وزارة الصناعة، ثم أصبح مدير ديوان وزير الصناعة عبد العزيز الرصاع في حكومة الباجي قائد السبسي في 2011، قبل أن يعين مديرا عاما للقطب التكنولوجي للصناعات الغذائية ببنزرت في 2012.

عين في 6 فبراير 2015 في منصب وزير الصناعة والطاقة والمناجم في حكومة الحبيب الصيد. في 12 يناير 2016، ترك الطاقة والمناجم لمنجي مرزوق، وبقي وزيرا للصناعة حتى 27 أغسطس من نفس السنة.

## الحياة الخاصة
زكرياء حمد متزوج وأب لثلاثة أطفال.